# Ilatha xanthoptera
Ilatha xanthoptera är en stekelart som först beskrevs av Cameron 1887.  Ilatha xanthoptera ingår i släktet Ilatha och familjen bracksteklar. Inga underarter finns listade i Catalogue of Life.